# Rubus elatior
Rubus elatior är en rosväxtart som beskrevs av Wilhelm Olbers Focke. Rubus elatior ingår i släktet rubusar, och familjen rosväxter. Inga underarter finns listade i Catalogue of Life.